# Campachipteria savagei
Campachipteria savagei är en kvalsterart som först beskrevs av Nevin 1976.  Campachipteria savagei ingår i släktet Campachipteria och familjen Achipteriidae. Inga underarter finns listade.